# Augustin Heřman
Augustin Heřman (před 1621 Mšeno – září 1686), v Novém světě uváděný jako Augustine Herrman Bohemian či Bohemiensis, byl český pobělohorský exulant, obchodník a kartograf, který přes Holandsko odplul do severní Ameriky, kde se proslavil v Novém Amsterdamu a v Marylandu.

## Životopis
Původ Augustina Heřmana se traduje ve dvou verzích. Podle té pravděpodobnější se narodil ve Mšeně na Kokořínsku jako syn evangelického kněze Abrahama Heřmana. Rodina musela opustit Čechy v pobělohorské době (pravděpodobně do roku 1627), kdy vstoupilo v platnost nařízení o výhradním katolickém vyznání – Obnovené zřízení zemské.
Podle druhé verze se Heřman narodil v Praze a jeho otec byl bohatý český obchodník, jenž byl zabit v bitvě na Bílé Hoře roku 1620 – tato teorie však není historicky podložená. Podle jiné verze měla rodina odejít již v roce 1618. Nanejvýš pochybná je údajná zmínka o Heřmanovi na území Ameriky z roku 1633, kdy měl ve službách Západoindické společnosti jednat s Indiány o odkoupení půdy poblíž dnešní Filadelfie.
Zprvu se rodina usadila v Holandsku, přesněji v Amsterdamu, kde se Heřman vyučil zeměměřičem a kartografem. Kdy se Heřman do Ameriky dostal, není známo, nicméně v roce 1644 je uváděn jako agent obchodního domu v Novém Amsterdamu (pozdějším New Yorku), kde se také natrvalo usadil. Stal se tak prvním Čechem, který se v Americe prokazatelně usadil. Kromě obchodování se pustil i do korzárství a v roce 1649 si pořídil loď La Grace, která mimo jiné napadala španělské lodě v Karibiku, přičemž největšího úspěchu dosáhla u břehů Guatemaly, kde zajala dvě plně naložené španělské lodě. V roce 1652 však byl nucen vyhlásit úpadek a někdy v této době se na krátkou chvíli ocitl i ve vězení pro dlužníky.
Dne 10. února 1651 se poprvé oženil s Jannetje Marií Varlethovou, dcerou zde usedlých Nizozemců Caspara Varletha a Judith Tentenierové. S prvou ženou měl 5 dětí: syny Ephraima, Caspera, dcery Annu, Judith a Francinu. Jannetje zemřela před rokem 1665 a Heřman se podruhé oženil s Mary Catherine Wardovou z Marylandu. V Novém Amsterdamu Heřman vlastnil tři nemovitosti a dopracoval se vysokého společenského a hospodářského postavení. Roku 1647 se stal členem Nejvyšší rady guvernéra Petera Stuyvesanta, tzv. Rady devíti, a s ním také obchodoval, dokud se nedostali do konfliktu. Patřili k průkopníkům zámořského obchodu a největším exportérům tabáku a kožešin, které dováželi i přes oceán do Evropy.

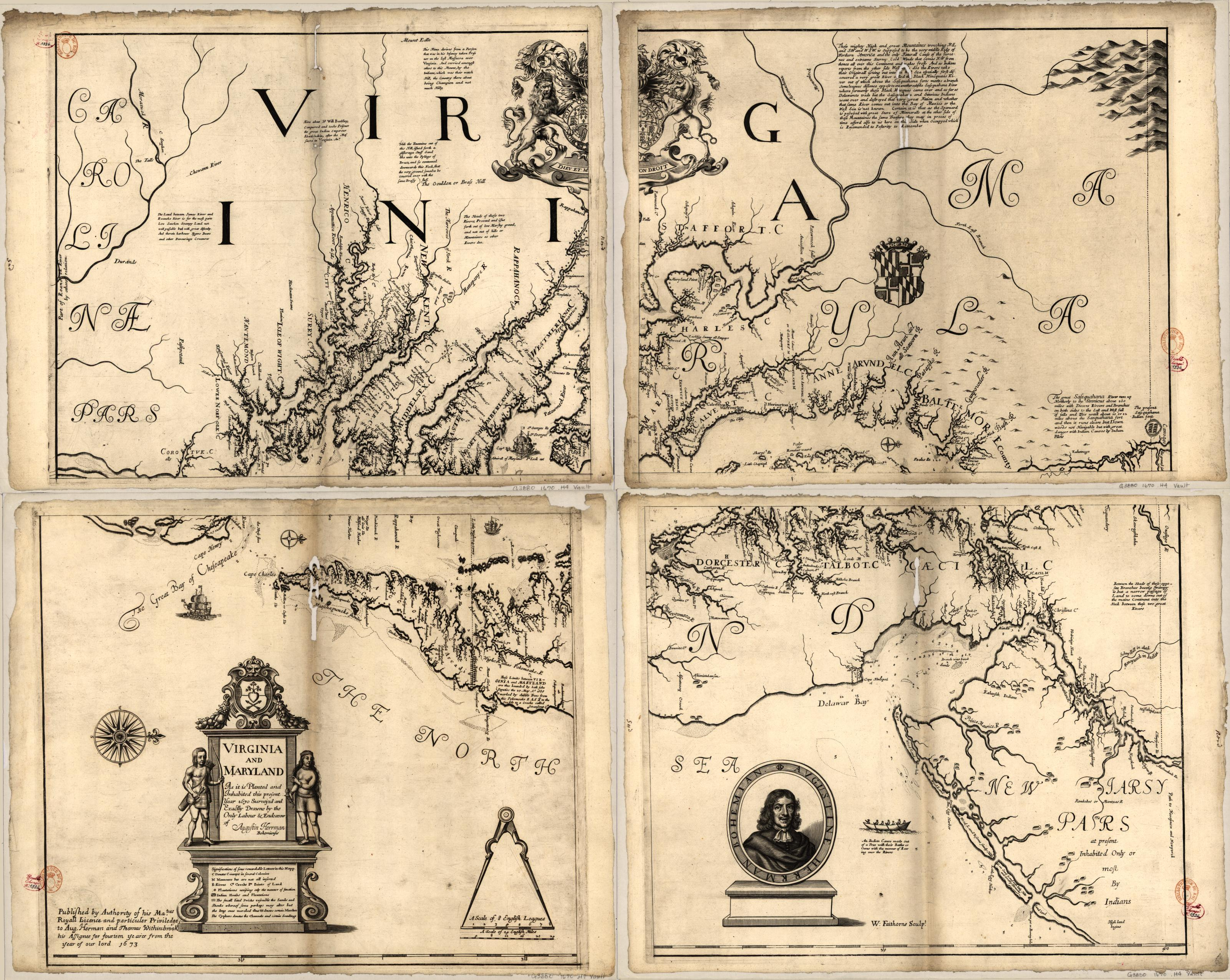
Heřmanova mapa Virginie a Marylandu z roku 1670. Byla velmi kvalitně a detailně zpracovaná, byla používána po 200 let

Dodnes je Heřman světově významný jako vynikající kartograf severní Ameriky. Pro Cecila Calverta, lorda z Baltimoru, zhotovil kolem roku 1670 vůbec první a velmi kvalitní mapu Virginie a Marylandu. Na mapu přidal i svůj portrét a kolem něj nechal vyrýt své jméno „Augustine Herrman Bohemian“. Mapa prý byla natolik kvalitní, že ještě sedmdesát let po jejím vytištění v roce 1673 byla považována za nejpřesnější mapu tohoto území. Za to obdržel v Marylandu rozsáhlé pozemky, které pojmenoval Bohemia Manor (České panství), další zdejší názvy jsou např. Little Bohemia, Bohemia Mills i Three Bohemia Sisters, zřejmě dle Heřmanových tří dcer. Místní řeka dostala jméno Bohemia River, její přítoky pak Big Bohemia Creek a Little Bohemia Creek. Pozoruhodné je také jeho české vlastenectví: nejenže označil panství za české území (Nova Bohemia), ale pravidelně také ke svému jménu připojoval přídomek Čech = Bohemian' nebo Bohemiensis.
Jedno z prvních vyobrazení Nového Amsterdamu (New Yorku) z roku 1650, jež bylo teprve v roce 1992 objeveno pracovníky Rakouské národní knihovny ve Vídni, je rovněž dílem Heřmanovým.

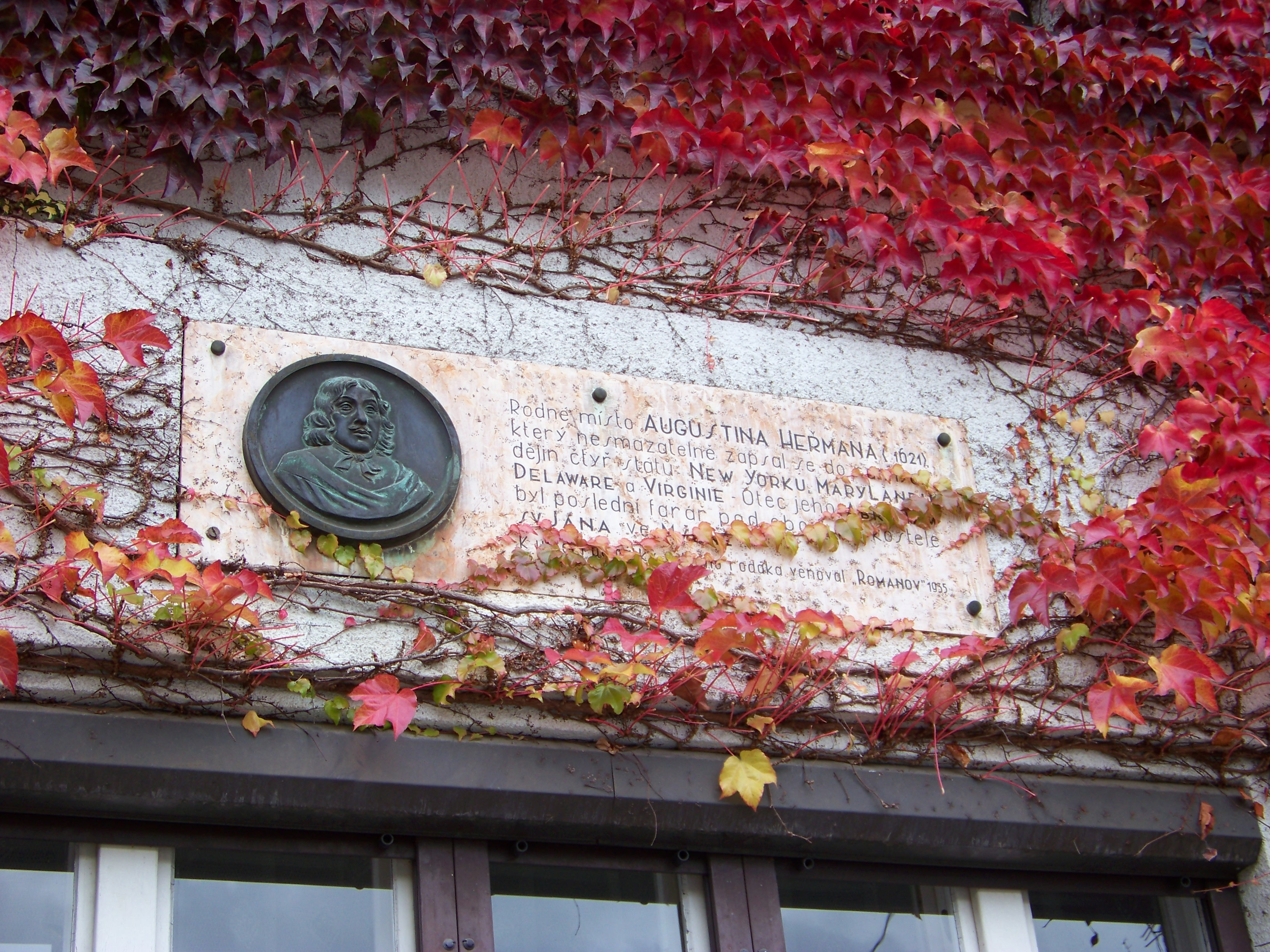
Tabule rodného místa Augustina Heřmana v Cinibulkově ulici ve Mšeně na Kokořínsku.

Životem Augustina Heřmana se zabýval především českoamerický historik Tomáš Čapek, jenž o něm napsal knihu Augustine Herrman of Bohemia Manor, která vyšla v roce 1930.

## Památky a současnost
- Předpokládané rodné místo či rodný dům Augustina Heřmana připomíná pamětní deska v Cinibulkově ulici ve Mšenu na Kokořínsku.
- Kopie (odlitek) Heřmanovy náhrobní desky je uložena v Národním muzeu v Praze.
- Ve Spojených státech amerických byla po Heřmanovi pojmenována Marylandská dálnice 213 mezi Chestertownem a Elketonem, dodnes zvaná  The Augustine Herman Highway.
- Dvě školy v Marylandu jsou pojmenovány podle Heřmanova Českého panství: Bohemia Manor High School, Bohemia Manor Middle School.
- Námořní cesty byly spojeny zejména s jeho lodí „La Grace“ (volně přeloženo – „Půvabná“). Právě s ní plul na svých obchodních i objevných cestách kolem Evropy, Ameriky, po ostrovech Karibského moře i přes Atlantský oceán. La Grace v počátcích Ameriky patřila vedle lodí anglických, španělských a portugalských korzárů k nejslavnějším. Každý rok vyplouvala do Karibiku a zde s guvernérovým povolením přepadala nepřátelské koráby. Pověstné je její vítězství nad dvěma španělskými barky naloženými cukrem, tabákem a vínem u pobřeží Guatemaly.
- Koncem roku 2010 parta nadšenců v čele s námořním kapitánem Josefem Dvorským dokončila stavbu brigy, kterou pojmenovala na počest Heřmanovy lodi, a která se nyní plaví pod českou vlajkou.[5]